# Загадочный пассажир
«Загадочный пассажир» (оригинальное название «Поезд», пол. Pociąg) — фильм польского режиссёра Ежи Кавалеровича. Приз МКФ (Венеция).

## Сюжет
Ежи — хирург, едущий из Варшавы к Балтийскому морю. Желая, чтобы его в пути никто не беспокоил, он выкупает билеты на два места в своём купе. Но одно из них всё равно занимает молодая женщина, неверно понявшая номер своего места. Ежи пытается оспорить её присутствие с помощью контролёра, но не достигает особого успеха. Натянутость от неудачного начала знакомства постепенно спадает, и они начинают общаться. А ночью полиция проводит досмотр поезда и арестовывает мужчину по подозрению в убийстве своей жены…

## В ролях
- Люцина Винницка — Марта
- Леон Немчик — Ежи
- Збигнев Цибульский — Сташек
- Тереса Шмигелювна — жена адвоката
- Александер Севрук — адвокат
- Хелена Домбровская — проводница
- Игнацы Маховский — пассажир спального вагона
- Зыгмунт Зинтель — пассажир
- Людвик Касендра — пассажир
- Витольд Скарух — ксёндз
- Барбара Хоравянка — жена Ежи
- Юзеф Лодыньский — милиционер в штатском
- Роланд Гловацкий — убийца

## Саундтрек
- Вокализ «Поезд» на основе композиции «Moon Ray», написанной Арти Шоу, исполнила Ванда Варская[пол.][1].

## Дубляж на русский язык
Фильм дублирован на киностудии имени Горького.
- Феликс Яворский, Надежда Самсонова, К. Лепанова, В. Прохоров и другие.